# 還願
還願，是一種向神圣許下心願，應驗後對神聖、廟宇或者是社會進行回饋的行為。拉丁文ex voto是指还愿时捐赠的物品，而非还愿行为。

## 常見的還願行為
- 寄附。如捐獻線香、蠟燭、燈油、紙錢等等。或者直接捐獻銀錢，稱作香火錢。甚至是捐獻香火錢建廟、或改建原有的廟宇、整修神像、替神明製作神衣、掛上金牌等等。
- 祭祀。以鮮花、素果或酒、肉奉祀，甚至獻太牢、賽神豬、神羊者。
- 齋戒，常有人以「齋戒」作為還願條件。又分為兩種：大齋、小齋；小齋僅不食葷，大齋者連酒、色並戒。小齋也有兩種：一是自己喫素食一段時間。二是改為布施免費的素食。
- 傳教。抄寫或刊印佛經道咒、勸善文章，贈送他人。也有人舉辦誦經或作醮法會活動。
- 朝聖。在廟會中隨香，跟隨聖駕巡遊，或者扮演官將首、八家將，擔任神明的轎夫、車夫等。
- 酬神戲。例如如與廟會活動時的謝神或酬神的歌舞秀等。
- 慈善。如捐贈白米、罐頭、泡麵給低收入戶、提供獎學金等。